# Jan Seiff
Jan Seiff (* 1974) ist ein ehemaliger deutscher Footballspieler.

## Laufbahn
Seiff spielte bei den Berlin Adler und danach bei den Hanau Hawks, 1998 stand er im Aufgebot der Düsseldorfer Mannschaft Rhein Fire in der NFL Europe.
Zum Spieljahr 2000 wechselte der Bruder von Aiken Seiff von den Kiel Baltic Hurricanes zu den Hamburg Blue Devils. Im Jahr 2000 wurde der Quarterback mit der deutschen Nationalmannschaft Zweiter der Europameisterschaft und 2001 dann Europameister.
Mit den Hamburg Blue Devils gewann Seiff zwei Mal die deutsche Meisterschaft (2001, 2002). In der Saison 2003, in der die Hanseaten ebenfalls den Titel holten, stand er als Aushilfsspieler im Aufgebot. 2004 zog sich Seiff vom Leistungssport zurück und zog in seine Heimatstadt Berlin.